# Аргентина на летних Олимпийских играх 1956
Аргентина принимала участие в Летних Олимпийских играх 1956 года в Мельбурне (Австралия) в десятый раз за свою историю, и завоевала одну серебряную и одну бронзовую медали. Сборную страны представляла 1 женщина.

## Серебро
- Тяжёлая атлетика, мужчины — Умберто Сельветти.

## Бронза
- Бокс, мужчины — Виктор Саласар.